# Leišmanolizin
Leišmanolizin (EC 3.4.24.36, promastigotna površinska endopeptidaza, glikoprotein gp63, Leishmania metaloproteinaza, površinska kiselinska proteinaza, promastigotna površinska proteaza) je enzim. Ovaj enzim katalizuje sledeću hemijsku reakciju
Preferentno dejstvo na supstrate sa hidrofobnim ostacima u P1 i P1' i baznim ostacima u P2' i P3'. Modelni nanapeptid se razlaže na -Ala-Tyr-Leu-Lys-Lys-
Ovaj za membranu vezani glikoprotein je prisutan tripanozomskim vrstama Leishmania protozoans.

## Literatura
- Nicholas C. Price; Lewis Stevens (1999). Fundamentals of Enzymology: The Cell and Molecular Biology of Catalytic Proteins (Third изд.). USA: Oxford University Press. ISBN 019850229X.
- Eric J. Toone (2006). Advances in Enzymology and Related Areas of Molecular Biology, Protein Evolution (Volume 75 изд.). Wiley-Interscience. ISBN 0471205036.
- Branden C; Tooze J. Introduction to Protein Structure. New York, NY: Garland Publishing. ISBN 0-8153-2305-0.
- Irwin H. Segel. Enzyme Kinetics: Behavior and Analysis of Rapid Equilibrium and Steady-State Enzyme Systems (Book 44 изд.). Wiley Classics Library. ISBN 0471303097.

## Spoljašnje veze
- Leishmanolysin на 